# Інститут Франкліна
Інститу́т Фра́нкліна (англ. Franklin Institute) — науковий музей і центр наукової освіти та досліджень у Філадельфії (штат Пенсільванія, США). Названий на честь одного із засновників США, політичного діяча, дипломата, науковця і письменника, Бенджаміна Франкліна й у ньому розташований Національний меморіал Бенджаміна Франкліна.

## Історія
Інститут засновано у Філадельфії 5 лютого 1824 року Семюелем Мерріком та Вільямом Кітінгом з метою дослідження і розвитку ремесел (лат. artes mechanicae).
Інститут Франкліна став важливою віхою у професіоналізації американської науки і техніки протягом XIX століття, починаючи з ранніх досліджень парових двигунів і гідроенергетики. Він також сприяв дослідженням та освіті, керуючи школами, публікуючи впливовий журнал Інституту Франкліна (Journal of The Franklin Institute), спонсоруючи виставки та відзначаючи наукові досягнення та винаходи медалями і преміями.
У XX столітті дослідницька функція інституту поступилась місцем просвітництву широких верств через його музей, а фундація The Bartol Research Foundation, заснована у 1924 році для проведення досліджень у галузі фізичних наук, стала частиною Делаверського університету і називається Дослідницьким інститутом Бартола.
З 2 вересня до 11 жовтня 1884 року в Інституті Франкліна проходила Міжнародна електрична виставка 1884 року, перша велика електротехнічна виставка у Сполучених Штатах. Тут же 25 серпня 1934 року відбулось перше у світі публічне демонстрування електронної телевізійної системи.
Першою жінкою, членом Інституту Франкліна, стала Елізабет Скіннер (англ. Elizabeth Skinner) у 1833 році.
Найвідомішою частиною Наукового центру Інституту Франкліна є Музей науки Інституту Франкліна, де зберігається найбільша колекція артефактів з майстерні братів Райт.

## Нагороди

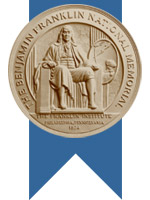
Медаль Бенджаміна Франкліна

До 1998 року Інститут Франкліна вручав декілька видів медалей:
- Медаль Елліота Крессона (з 1875),
- Медаль Едварда Лонгстрета (з 1890),
- Медаль Говарда Поттса (з 1911),
- Медаль Франкліна (з 1915),
- Медаль Джорджа Р. Гендерсона (з 1924),
- Медаль Луї Е. Леві (з 1924),
- Медаль Стюарта Баллантайна (з 1947),
- Медаль Альберта А. Майкельсона (з 1968).

Однак у 1998 році усі ці нагороди замінили на Медаль Бенджаміна Франкліна, що передбачає декілька варіантів нагороди, яку присуджують щорічно в різних галузях науки й техніки. Це такі галузі, як хімія, комп'ютерні і когнітивні науки, науки про Землю і екологія, електротехніка, біологія, матеріалознавство і машинобудування і фізика.
Крім того, з 1990 року щорічно вручається премія Боуера у номінаціях: за лідерство у бізнесі (англ. Bower Award for Business Leadership) та за досягнення в науці або наукова премія Боуера (англ. Bower Award and Prize for Achievement in Science). Заснування цих нагород стало можливим завдяки заповіту в розмірі 7,5 мільйона доларів, зробленому 1988 року Генрі Бауером, виробником хімікатів з Філадельфії. Наукова премія вирізняється тим, що сума винагороди становить 250 000 доларів: це найбільша сума винагороди серед наукових у Сполучених Штатах.
Переможців цих премій обирає Комітет з науки і мистецтва інституту.